# Амистамру II
Амистамру II е владетел на древносирийския град Угарит, управлявал като васал на Хетското царство около 1260 – 1235 година пр. Хр.
Той е син на владетеля на Угарит Никмепа, когото наследява със съдействието на майка си Ахатмилку, която отстранява претендиращите за трона негови братя. Жени се за дъщерята на владетеля на Амуру Бентешина, заради която по-късно двамата влизат в конфликт, докато хетският цар Тудхалия IV се намесва в полза на Амистамру.
Амистамру II е наследен от своя син Ибирану.